# Црвено језеро (Хрватска)
Црвено језеро је крашко језеро код Имотског у Далмацији (Хрватска). Формирано је у једној бунарастој вртачи Имотског поља. 

## Опис и димензије
Сјеверни дио вртаче достиже висину од 500 m, а јужни до 415 m. Отвор је дугачак 310 m, а широк 215 m. Површина језера се налази на дубини од 100 m, посматрано са врха вртаче. Има пречник 200 m. Стране вртаче су вертикалне и црвене због црвенице, па је по томе језеро и добило име. У марту и априлу, за вријеме највећег водостаја, дубина језера износи 275 m. Најнижи дијелови су само 19 m изнад нивоа мора. На странама вртаче живе дивљи голубови.

## Постанак језера
Басен Црвеног језера, односно вртача, настала је изненадним стропоштавањем кречњачке масе, вјероватно после земљотреса. Због тога спада у групу крашко-сеизмичких језера. Одрони се дешавају и данас. Прије постанка језера, вода је испуњавала шупљине. Послије убурвавања таваница тих шупљина, појавило се језеро. Оно се храни падавинама и сублакустријски изворима. Пукотине на дну језера функционишу као врела за вријеме јаких киша, када се ниво језера подиже. Током сувог периода, оне делују као понори, кроз које вода истиче.

## Историја и легенде
Шимун Милиновић пише да су у то језеро Турци бацали хиљаде невољних кршћана. Пећине језера су станишта голубова, пчела и, по народној традицији, злих вила које ту односе уграбљену дјецу. По легенди, језеро настаје на мјесту двора богатог Гавана. Због раскалашности и прождрљивости је кажњен. На једној гозби је одбио анђела прерушеног у сиромаха, који је тражио хљеба за себе и малу дјецу. Његови синови и кћери су на сиромахе хтјели пустили псе али их је од тога одвратила жена Гавана која је била трудна. Охоло је дала мрвицу хљеба, а одбила је дати кап воде, уз коментар: "Шта ће мени Бог твој, док је мени Гаван мој". Започела је страшна трешња, сијевање, грмљевина, отвори се земља, пропадоше двори и Гаван са својом дружином ту оста до судњег дана. .